# Laietani
Người Laietani là một tộc người Iberes cổ đại (Trước thời La Mã) ở bán đảo Iberia (Người La Mã gọi là Hispania). Họ sinh sống ở khu vực ngày nay là thành phố Barcelona. Một trong những con đường chính của thành phố, Via Laietana, được đặt theo tên của người Laietani. Họ được cho là đã nói tiếng Iberes.
Người Laietani đã đúc những đồng tiền của riêng họ, chúng có khắc dòng chữ laiesken bằng chữ viết đông bắc Iberia mà được hiểu theo tiếng Iberes như là một sự tự ám chỉ đến tên gọi của dân tộc này: từ người Laietani hay từ những người của Laie.

## Hình ảnh

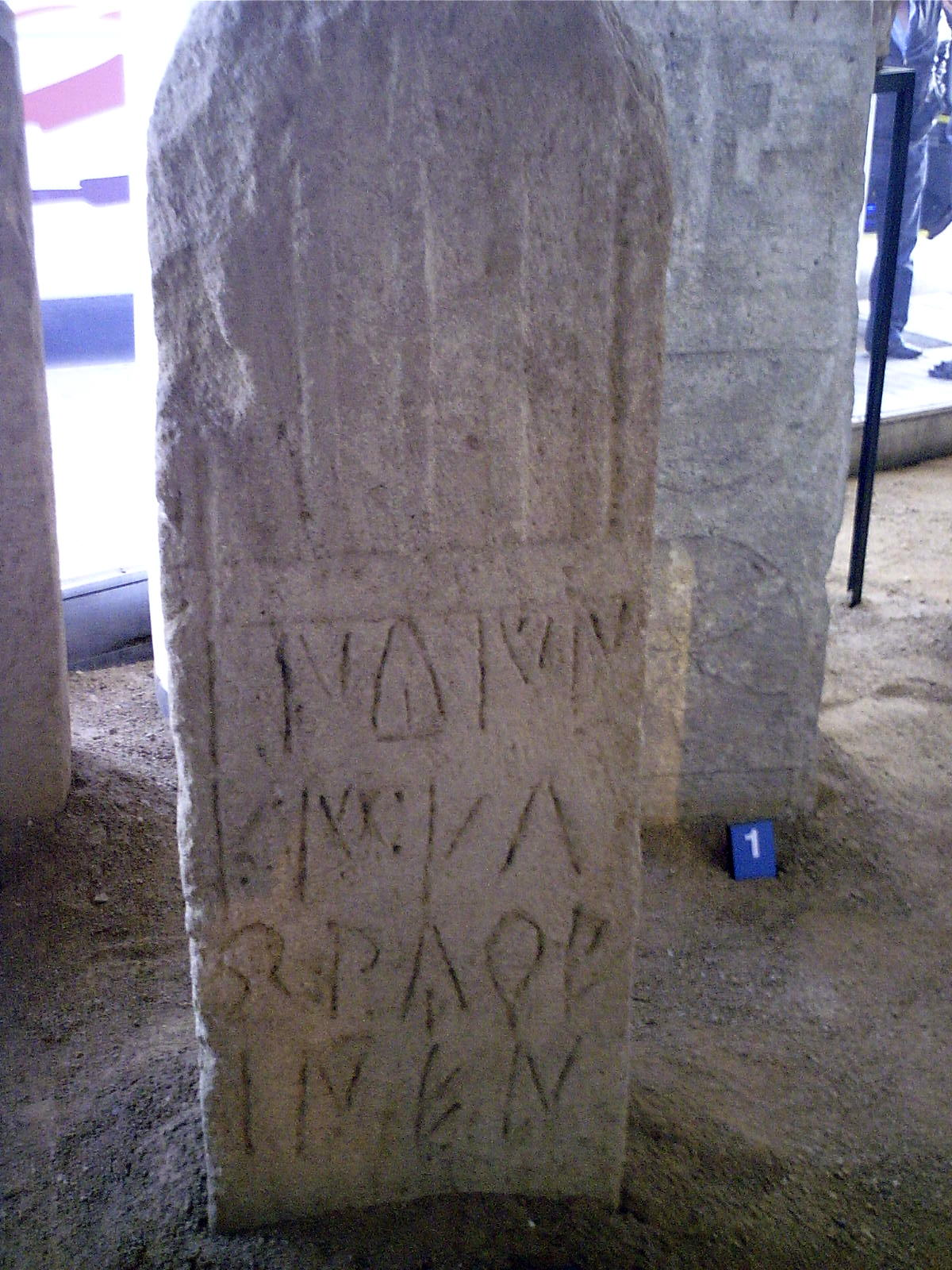
Bia mộ từ Badalona
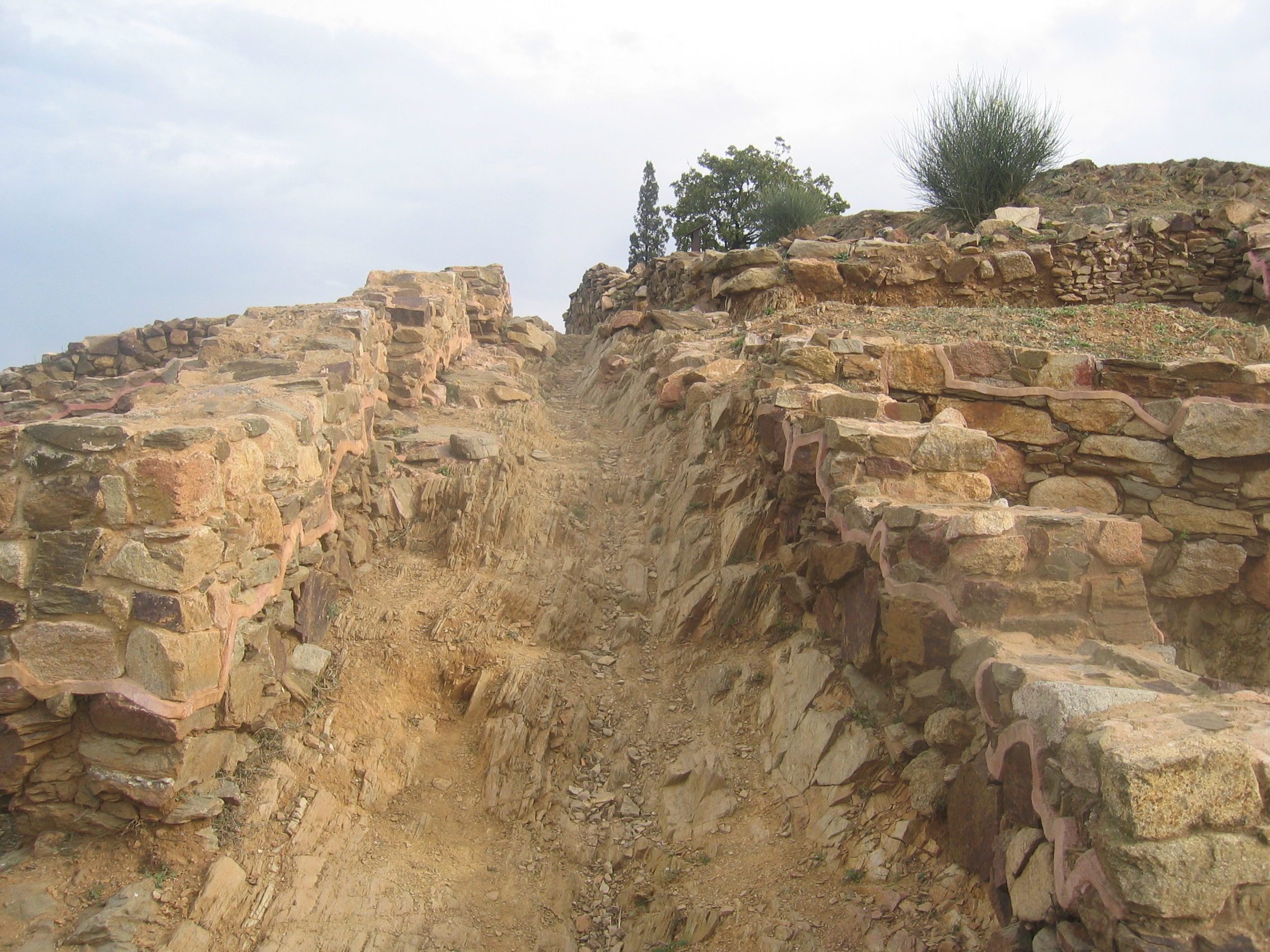
Tàn tích của ngôi làng Puig Castellar, Santa Coloma de Gramanet
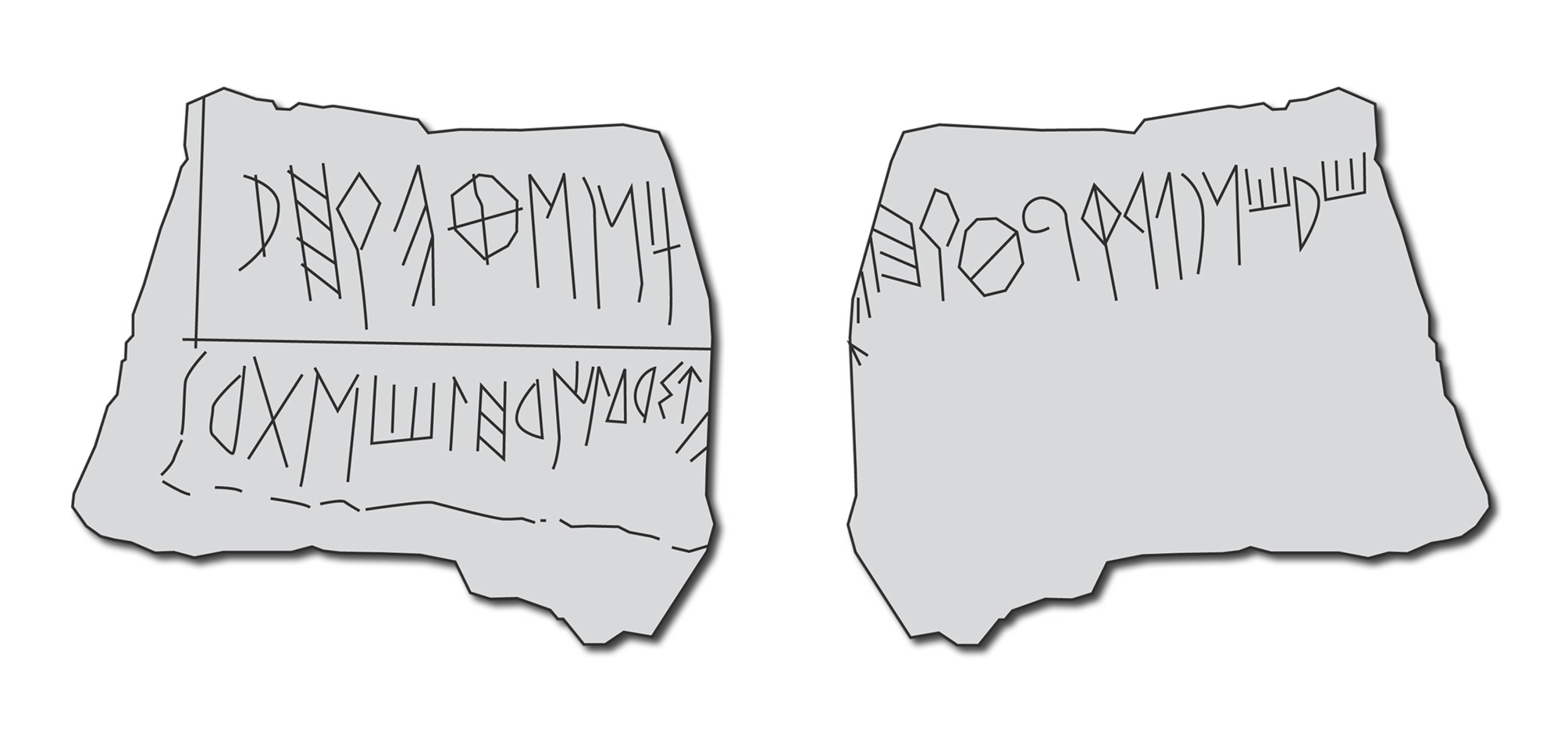
Những tấm bảng chì có khắc chữ đến từ di chỉ khảo cổ học Penya del Moro của người Iberes, Sant Just Desvern
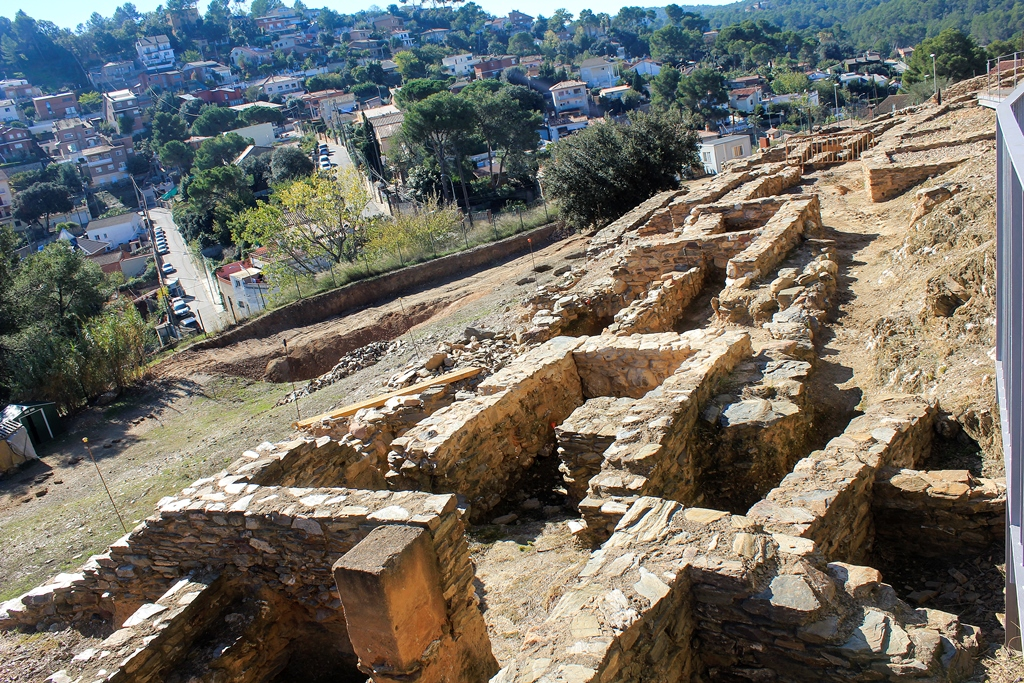
Vết tích của di chỉ khảo cổ học Khu định cư Ca n'Oliver của người Iberes, Cerdanyola del Vallès